# Імменгаузен
Імменгаузен (нім. Immenhausen) — місто в Німеччині, знаходиться в землі Гессен. Підпорядковується адміністративному округу Кассель. Входить до складу району Кассель.
Площа — 28,53 км2. Населення становить 7031 ос. (станом на 31 грудня 2020).